# Rayna Vallandingham
Rayna Vallandingham (* 18. Januar 2003 in Encinitas, Kalifornien) ist eine US-amerikanische Schauspielerin, Kampfkünstlerin und Influencerin.

## Werdegang
Vallandingham wurde am 18. Januar 2003 in Encinitas im US-Bundesstaat Kalifornien als Kind der indisch-stämmigen Mutter Joty und des niederländisch-stämmigen Vaters Jeff Vallandingham geboren, die beide Chiropraktiker sind.
Im Alter von drei Jahren wurde sie in die Kampfsportschule eingeschrieben, die zu diesem Zeitpunkt bereits ihr älterer Bruder Zane besuchte. Im Alter von acht bis zehn Jahren errang sie eine Reihe von Titeln der American Taekwondo Association und ging 2012 und 2013 auf eine Kampagnentour, die Aufmerksamkeit für Programme gegen Mobbing wecken sollte. Die Großmutter ihrer Mitstreiterin Channah, eine Talentagentin, motivierte Vallandingham dazu, sich in der Filmindustrie zu versuchen. In der Folge errang sie einen Platz in dem Film Underdog Kids, der 2015 veröffentlicht wurde. Im dritten Teil der sechsten Staffel der Netflix-Serie Cobra Kai übernahm sie die Rolle der Antagonistin Zara Malik.
Zusätzlich zur Schauspielerei betätigt sich Vallandingham auch als Kampfsportlehrerin und Influencerin, die im Januar 2023 rund eine Million Follower auf TikTok und im Januar 2025 rund 2,5 Millionen Follower auf Instagram verzeichnete.

## Filmografie
- 2015: Underdog Kids
- 2016: Pawns (Kurzfilm)
- 2024–2025: Cobra Kai (Fernsehserie)